# Iris (opera)
Az Iris Pietro Mascagni háromfelvonásos operája. A mű librettóját Luigi Illica írta saját novellája alapján, amelynek forrásául egy régi japán legendát használt fel a „virágnak álcázott szeretőről”. 1898. november 22-én mutatták be a római Teatro Costanzi operaházban. Magyarországon még nem játszották.

## A mű keletkezésének története
A 19. század végén, a 20. század elején a zeneszerzők gyakran nyúltak az egzotikus távol-keleti témákhoz. A korszak legkiemelkedőbb hasonló témájú operája Giacomo Puccini Pillangókisasszonya. Ennek a szövegkönyvét Luigi Illica és Giuseppe Giacosa írta. Illica már néhány évvel korábban is közel került a japán tematikához, amikor megírta az Irist, amelyet Alberto Franchettinek ajánlott fel, de a zeneszerzőnek nem tetszett az ötlet. Miután értesült Mascagni sikeréről a William Ratcliffel, Illica neki is bemutatta a libretto prózavázlatát. Mascagni látott fantáziát a történetben, és úgy döntött, hogy megzenésíti. Mascagni 1896-ban kapta meg a szövegkönyv első felét, de szokatlanul lassan haladt a munkával, mivel Illica a maga részéről is nagyon lassan dolgozott. 1897-re még csak az első felvonás és a második felvonás egy része készült el. Mascagni 1898 októberében végzett a hangszereléssel, és a bemutatót már november 22-én megtartották a zeneszerző vezényletével. Bár a nehéz, japán szimbólumokkal teletűzdelt librettó bukást sejtetett, a premier mégis meleg, ha nem is átütő sikert hozott. Röviddel később, 1899 januárjában sor került a mű Scala-beli bemutatójára is, ahol Enrico Caruso vette át a tenor főszerepet. Ez alkalomra a szerző a partitúrán kisebb módosításokat végzett. A siker talán még a római premierénél is hangosabb volt. A művet világszerte bemutatták, és 1915-ig állandóan műsoron volt. Visszaszorulásáért egyértelműen a nehezen követhető történet okolható, ezt annak idején még Puccini is kiemelte.

## Szereplők
| Szereplő                   | Hangfekvés |
| -------------------------- | ---------- |
| Az öreg vak, Iris apja     | basszus    |
| Iris                       | szoprán    |
| Osaka, gazdag fiatal férfi | tenor      |
| Kyoto, gésaház-tulajdonos  | bariton    |
| Dhia, virágáruslány        | szoprán    |
| Egy gésa                   | szoprán    |
| Egy rongyszedő             | tenor      |
| Egy kereskedő              | szoprán    |

## Cselekmény
- Helyszín: az ősi Japán
- Idő: meg nem határozott idő

### Első felvonás
Iris, a szép, naiv, szinte még gyermekkorú lány öreg, vak édesapjával él. Reggel van. A lány boldogan köszönti az éppen felkelő napot. Megköszöni, hogy elűzte rettenetes éjszakai álmát: rózsafa árnyékába helyezett babáját szörnyű szellemek támadták meg, majd váratlanul egy főnixmadár szállt alá, felkapta puha testét és elragadta. A lányt rejtekhelyéről két férfi figyeli, Osaka, aki már régen kiszemelte szeretőjének és Kyoto, egy leánykereskedő. Aljas tervet készítenek elő, hogyan szerezzék meg a lányt Osakának. Ahogy melegebb lesz, Iris napozni hozza apját, és amíg apja kezében olvasóköveivel szokásos imáját mormolja, maga a természet szépségében gyönyörködik. Mosónők lepik el a környéket, hogy a kert végében húzódó patakban kimossák kevéske ruháikat. Vándor bábjátékosok tűnnek föl – Osaka és Kyoto – gésák és zenészek társaságában, és előadásra hívják a helybelieket. Alkalmi színházukat – paravánjukat – éppen Irisék kertjének végében állítják fel. Az öreg figyelmezteti leányát, legyen óvatos, de a hiszékeny leánykát magával ragadja a ritka élmény lehetősége. A történet egy szerencsétlen leányról, Dhiáról szól, akit gonosz apja (Kyoto játssza) szolgának akar eladni. Segélykérő szavaira a Napisten fiát, Jort megszemélyesítő bábu válaszol (Osaka szólaltatja meg). Irist, aki babonásan hisz a Nap erejében, elbűvöli a Jort megszemélyesítő figura és éneke, még azt sem veszi észre, hogy lágyan hullámzó táncot lejtő gésák veszik körül, egyre távolabb sodorva házuktól, végül szinte észrevétlenül elrabolva otthonából. Az előadás végén Kyoto néhány fémpénzt helyez az öreg elé a földre egy írással, hol találhatja meg gyermekét. Egy idő múlva apja keresni kezdi lányát, hogy segítsen a házba mennie. Hogy szavaira senki sem válaszol, egyre jobban kétségbeesik. Utazó kereskedők jelennek meg a kert végében, ők segítik elolvasni a Kyoto által otthagyott cédulát: Iris Tokió vöröslámpás negyedébe ment.

### Második felvonás
Iris Kyoto gésaházában tér magához. Osaka máris menne hozzá, de Kyoto figyelmezteti, előbb próbáljon ajándékokkal kedveskedni a lánynak. A fényűző környezetet látva Iris még mindig nem érti a vele történteket, és azt hiszi, a paradicsomban van. Amikor Osaka újra megjelenik, boldogan ismeri fel hangjában Jort, a Dhiát megmentő hőst. A férfi azonban kiábrándítja: nem Jor ő, igazi neve Öröm. A lány erre keserves zokogásban tör ki. Szavaiból kiderül, hogy az öröm számára egészen mást jelent. A templomban ugyanis egyszer régen a pap arra tanította, hogy az öröm rettenetes dolog és halállal végződik. Könyörög, engedjék vissza apjához. Osaka, látván éretlenségét, tapasztalatlanságát, lemond megszerzéséről, szabadon bocsátását tanácsolva Kyotónak is. A leánykereskedő azonban másként dönt. Hasznot akar húzni a lányból. Megfenyegeti, hogy szörnyű kínzások várnak rá, ha nem teljesíti parancsait. Tapsjelére gésák jelennek meg, felöltöztetik a lányt és a nyitott ablakba ültetik. Iris így új frizurával, díszekkel, drága selyemruhában még szebb, még kívánatosabb, mint valaha. Meglátja a visszatérő Osaka is, és még hevesebb szerelemre lobban iránta. Megjelenik azonban apja is. Iris kiáradó örömmel rohan hozzá, leánya átölelése és kiszabadításának megkísérlése helyett azonban az öreg durván eltolja magától, sőt sárral szennyezi be testét és ruháját. Iris tanácstalan helyzetében visszarohan a házba, s mielőtt bárki megakadályozhatná, a mélybe veti magát.

### Harmadik felvonás
Késő este a város egyik szennyes vizű patakjának partján rongyszedők gyűjtögetik a még hasznosítható holmit. Hirtelen egy selyemruhára figyelnek föl, és amikor közelebb húzzák, egy emberi testet találnak benne. A súlyosan megsebesült Iris az, aki halál előtti vízióiban látni és hallani véli apja, Osaka és Kyoto hangját, amint egymást túlharsogva ismételgetik, hogy az élet mily szörnyű és igazságtalan. Lassan felkel a nap. Iris utolsó mozdulata barátjáé, karját felé emelve búcsúzik tőle, az egyetlentől, aki sohasem csapta be. Nyíló virágok takarják be testét, a távolból a női kórus hangján a Nap szózata hallatszik: „én vagyok a világ alapja, általam keletkezik az ég is, én emelek föl királyokat, lovagokat, miként téged is, te szép gésa. Lelked az enyém és immár az örökkévalóságé”.

## Híres áriák, kórusművek
- Apri la tua finestra, Jor son io - Osaka Jort megszemélyesítő áriája (első felvonás)
- Son io! Son io! La vita a „naphimnusz” (első felvonás)
- Ho fatto un triste sogno - Iris álma (első felvonás)
- In pure stille, gaie scintille - Iris áriája (első felvonás)
- Da niuno ho udito dirmi tanta cosa - Iris és Osaka kettőse (második felvonás)
- Or dammi il braccios - Iris és Osaka kettőse (második felvonás)